# (671087) 2014 FY71
(671087) 2014 FY71, também escrito como (671087) 2014 FY71, é um objeto transnetuniano que está localizado no cinturão de Kuiper, uma região do Sistema Solar. Ele possui uma magnitude absoluta de 5,2 e tem um diâmetro estimado com cerca de 451 km. O astrônomo Mike Brown lista este corpo celeste em sua página na internet como um candidato a possível planeta anão.

## Descoberta
(671087) 2014 FY71 foi descoberto no dia 28 de março de 2014.

## Órbita
A órbita de (671087) 2014 FY71 tem uma excentricidade de 0,242 e possui um semieixo maior de 44,402 UA. O seu periélio leva o mesmo a uma distância de 33,676 UA em relação ao Sol e seu afélio a 55,127 UA.